# Ozineus bicristatus
Ozineus bicristatus là một loài bọ cánh cứng trong họ Cerambycidae.